# Красная Поляна (Давлекановский район)
Кра́сная Поля́на (баш. Красная Поляна) — деревня в Давлекановском районе Республики Башкортостан Российской Федерации. Входит в состав Микяшевского сельсовета. 

## География

### Географическое положение
Расстояние до:
- районного центра (Давлеканово): 17 км,
- центра сельсовета (Микяшево): 13 км,
- ближайшей ж/д станции (Давлеканово): 17 км.

## История
Ранее входила в состав Сергиопольского сельсовета.
Закон Республики Башкортостан «Об изменениях в административно-территориальном устройстве
Республики Башкортостан, изменениях границ и преобразованиях муниципальных образований в Республике Башкортостан», ст. 1, ч. 193 (часть сто девяносто шестая введена Законом РБ от 29.12.2006 № 404-З)  гласит:

193.Изменить границы Сергиопольского и Микяшевского сельсоветов Давлекановского района согласно представленной схематической карте, передав деревню Красная Поляна Сергиопольского сельсовета в состав территории Микяшевского сельсовета. 
— 

## Население
| 2002 | 2009 | 2010 |
| ---- | ---- | ---- |
| 78   | ↘73  | ↘66  |

Согласно переписи 2002 года, преобладающая национальность — русские (69 %).